# Virus (1999)
Virus is een Amerikaanse sciencefiction-horrorfilm uit 1999, geregisseerd door John Bruno. De film is gebaseerd op het gelijknamige stripverhaal van Chuck Pfarrer.

## Verhaal
De sleepboot Sea Star met zevenkoppige bemanning aan boord komt op de grote oceaan in een zware storm terecht. In de storm treffen ze een Russische onderzoeksschip aan zonder bemanning. Vijf bemanningsleden van de Sea Star gaan aan boord bij het Russische onderzoeksschip zonder besef wat hen te wachten staat. Al snel wordt het duidelijk dat er iets vreselijks heeft afgespeeld. Als ze de stroomvoorziening weer aan de praat krijgen gebeuren er onverklaarbare dingen. Zo gaat het anker van het schip naar beneden en verwoest de sleepboot. De Sea Star gaat naar de bodem van de zee. Nu zijn zeven bemanningsleden op het onderzoeksschip. Als een van de leden verdwijnt komt een Russisch bemanningslid van het onderzoeksschip in beeld. Ze beweert dat ze zijn aangevallen door een buitenaards bestaan en samen met de kapitein Alexi als laatst levende zijn op het schip. De Russin met de naam Nadia vertelt aan de bemanning van de sleepboot dat het buitenaardse de mensheid ziet als bedreiging, als een virus. Dit verhaal gelooft bijna niemand totdat ze te maken krijgen met cyborgs en andere robotica-achtige wezens.

## Rolverdeling
| Acteur                    | Personage               |
| ------------------------- | ----------------------- |
| Jamie Lee Curtis          | Kit Foster              |
| William Baldwin           | Steve Baker             |
| Donald Sutherland         | Kapitein Robert Everton |
| Joanna Pacula             | Nadia                   |
| Marshall Bell             | J.W. Woods Jr.          |
| Sherman Augustus          | Richie                  |
| Cliff Curtis              | Hiko                    |
| Julio Oscar Mechoso       | Squeaky                 |
| Yuri Chervotkin           | Kolonel Kominski        |
| Keith Flippen             | Kaptitein Lonya Rostov  |
| Olga Rzhepetskaya-Retchin | Astronaut               |
| Levan Uchaneishvili       | Kapitein Alexi          |
| David Eggby               | Norfolk Kapitein        |